# Пластичность мозга. Потрясающие факты о том, как мысли способны менять структуру и функции нашего мозга
«Пластичность мозга. Потрясающие факты о том, как мысли способны менять структуру и функции нашего мозга» (англ. The Brain That Changes Itself: Stories of Personal Triumph from the Frontiers of Brain Science) — научно-популярная книга на английском языке Нормана Дойджа, опубликованная в 2007 году издательством Viking Press, расположенном в Нью-Йорке.

## Автор
Норман Дойдж — канадский психиатр, психоаналитик, исследователь, писатель, эссеист и поэт; доктор медицины, преподаватель Института психоанализа Торонто; автор примерно 170 научных статей.

## О книге
В книге Дойдж рассказывает об учёных, изучающих нейропластичность — свойство человеческого мозга, заключающееся в возможности изменяться под действием опыта, а также восстанавливать утраченные связи после повреждения или в качестве ответа на внешние воздействия, — об успехах людей с нарушениями работы мозга, об истории и современных методиках повышения уровня интеллекта, восстановления стареющего мозга и преодоления проблем с обучаемостью.

## Оценки
Газета The New York Times дала положительную рецензию на книгу.
Международный журнал психоанализа дал отрицательную оценку книге, утверждая, что нейронауки не имеют отношения к психоанализу.
Научно-просветительская программа «Всенаука», реализованная фондом «Русский глобус», оценила книгу следующим образом:
- общая оценка: 3/4 («рекомендую прочитать»);
- корректность: 3,5/4 («в целом корректное изложение с акцентом на точку зрения автора»—«объективное изложение, подтвержденное научными данными»);
- увлекательность: 3,5/4 («книга вызывает интерес и читается относительно легко»—«книга читается с интересом, как художественная»);
- доступность: 3/4 («книга доступна людям с базовыми знаниями на уровне школьной программы»);
- актуальность: 3,5/4 («книга дает базовые представления по теме»—«книга в основном нацелена на новые исследования»).
- раскрытие темы «Мозг и нервная система»: 7,5/12.

Борис Викторович Булюбаш — кандидат физико-математических наук, доцент кафедры общей и ядерной физики Нижегородского государственного технического университета имени Р. Е. Алексеева, эксперт научно-просветительской программы «Всенаука»:
«В книге „Пластичность мозга“ рассказаны истории конкретных больных, у которых удалось переломить ход болезни с помощью методик, использующих концепцию нейропластичности. Среди этих болезней — рассеянный склероз, болезнь Паркинсона, расстройства аутического спектра. Автор подчёркивает, что большая часть рассказанных им историй связана с холистическим методом, в то время, как традиционным для современной медицины является редукционистский подход».
Григорий Сапунов — кандидат технических наук, приглашённый преподаватель Национального исследовательского института «Высшая школа экономики», сооснователь компании «Intento»:
«Книга не про все аспекты мозга, а только про нейропластичность, но в этой теме она хороша. Надо отдавать отчёт, что книга 2007 года, за это время что-то новое произошло».

## Награды
В 2007 году книга стала была признана «лучшей книгой года» газетами The Guardian, The Globe and Mail, National Post, а также интернет-изданием «Slate» и сайтом «Amazon.ca».
В этом же году она попала в список 10 лучших научно-популярных книг по версии сайта Amazon.com.
В 2008 году Дойдж получил премию Национальной ассоциации психических заболеваний «Ken Book» за «выдающееся литературное произведение, способствующее лучшему пониманию психических заболеваний как нейробиологического заболевания».
В 2016 году книга вошла в список 25 влиятельнейших книг Канады по версии журнала Literary Review of Canada.

## дополнительная информация
- Paris, Joel. "Is psychoanalysis still relevant to psychiatry?." The Canadian journal of psychiatry 62.5 (2017): 308-312.
- Carmeli, Zvi, and Rachel Blass. "The case against neuroplastic analysis: A further illustration of the irrelevance of neuroscience to psychoanalysis through a critique of Doidge's The Brain that Changes Itself." (2013): 391-410.